# Gregor Linßen

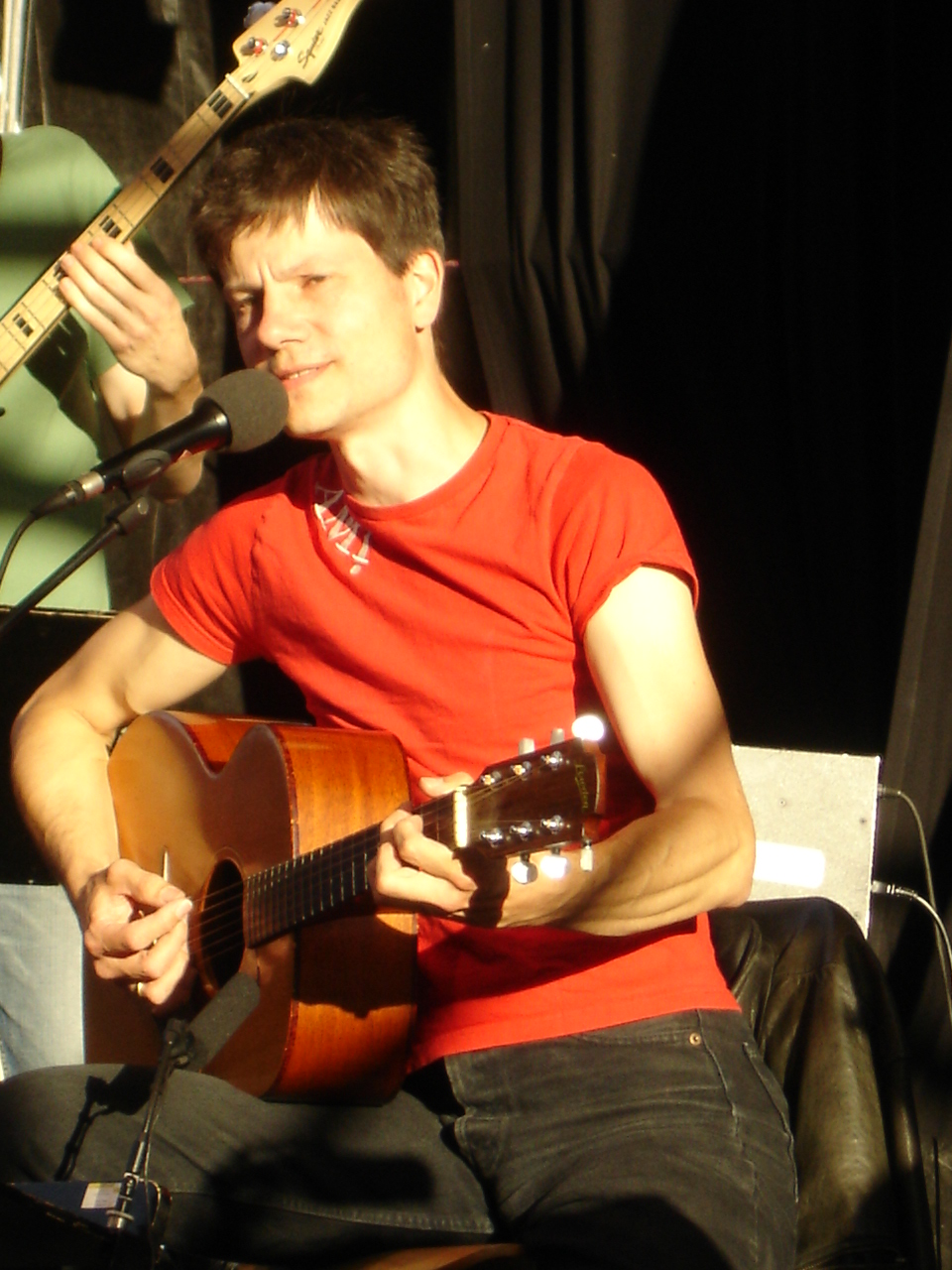
Gregor Linßen bei einem Konzert am Domplatz in Regensburg (2008)

Gregor Linßen (* 19. August 1966 in Neuss) ist ein deutscher Komponist und Liedermacher.

## Leben
In seiner Jugend lernte Linßen Blockflöte und Querflöte und autodidaktisch Gitarre zu spielen. Für Jugendtreffen begann er 1985 mit dem Vertonen von geistlichen Texten. Von 1987 bis 1993 studierte er zum diplomierten Ton- und Bildingenieur an der Robert Schumann Hochschule Düsseldorf und Fachhochschule Düsseldorf. Im Rahmen des Studiums lernte er Chorleitung bei Raimund Wippermann.
Gregor Linßen war von 1985 bis 1992 Musiker in der Gruppe Ruhama (neben unter anderem Thomas Quast und Thomas Laubach). 1990 realisierte er unabhängig davon seine erste Messe „Lied vom Licht“. Nach dem Tod eines Mitmusikers entstand daraus 1993 die Gruppe AMI. Das Gesamtwerk Linßens wurde maßgeblich vom Leiter der Musikwerkstatt Freiburg Leo Langer gefördert, der ihn 1994 mit der ersten von drei Oratorien-Kompositionen beauftragte. 
Linßen wirkte als Dozent für  (NGL) von 1996 bis 2015 an der Kirchenmusikschule Essen und bis 2007 an der Musikhochschule Köln sowie an der Katholischen Hochschule für Kirchenmusik St. Gregorius in Aachen. In dieser Zeit entwickelte er aus der Überlagerung seiner Erfahrungen als Toningenieur und Chorleiter die Popchor-Schule „Perkussives Singen“. 
Gregor Linßen lebt als Texter, Komponist, Musiker und freier Toningenieur in Neuss. Er gibt Konzerte und Chorworkshops in ganz Deutschland.

## Werke (Auswahl)
- 1989: Lied der Stille, Meditationen
- 1991: Lied vom Licht, Lieder einer Messe
- 1992: Wir haben Durst, Ouvertüre des Schlussgottesdienstes des 91. deutschen Katholikentages in Karlsruhe
- 1993: Spuren der Einen Welt, lateinamerikanische Lieder
- 1994: Oh Herr steh uns bei, Mottolied für die Wallfahrt des Erzbistums Köln nach Rom
- 1994: Zwischen Ja und Amen, KJG-Songbuch Special NGL, eine hervorragende NGL-Anthologie
- 1995: Er erhebt die Niedrigen, Motette zum Magnificat
- 1996: Vermächtnis eines Freundes, Lieder auf Tod und Leben
- 1998: Die Spur von morgen, NGL-Oratorium, uraufgeführt mit der Gruppe AMI und dem Diözesanjugendchor Freiburg im Breisgau in Jerusalem
- 2000: Tausend Jahre wie ein Tag, eine Messe
- 2000: Und das Wort ist wahr geworden zum XV. Weltjugendtag
- 2001: Die Dauer des Augenblicks, Lieder von besonderen Momenten der Begegnung zwischen Gott und den Menschen
- 2002: ADAM – die Suche nach dem Menschen, NGL-Oratorium, Uraufführung am 7. August 2002 in Assisi, Basilika San Francesco
- 2004: Hier bin ich, Ouvertüre des Friedensgottesdienstes der internationalen Glockentage im Straßburger Münster
- 2004: Venimus adorare eum, Mottolied des XX. Weltjugendtags in Köln 2005
- 2005: Vor Dir stehn wir, Lied zum 96. Katholikentag in Saarbrücken 2006
- 2007: PETRUS und der Hahn, NGL-Oratorium. Uraufgeführt am 7. August 2007 in der Lateranbasilika Rom
- 2009: Kommt und seht, Lieder für eine lebendige Liturgie. Uraufgeführt am 25. Oktober 2009 in St. Judas Thaddäus, Karlsruhe-Neureut
- 2010: Die Hoffnung bleibt, Mottolied für den 2. Ökumenischen Kirchentag München, Mai 2010
- 2012: Rede und Antwort Live-Aufführung der gesamten Oratorien-Trilogie im Rosengarten, Mannheim
- 2015: So Here I Am, Mottolied zur internationalen Messdiener-Rom-Wallfahrt 2015
- 2016: Psalm 2016, Uraufführung am 26. Mai 2016 in der Oper Leipzig
- 2020: Die sieben Gaben, Friedensgebet für die Pfingstnacht, Uraufführung als Live-Stream aus St. Pius X. in Neuss